# Chattanooga, Rome and Columbus Railroad
Die Chattanooga, Rome & Columbus Railroad ist eine ehemalige Eisenbahngesellschaft in Georgia (Vereinigte Staaten). Sie wurde 1881 zunächst als Rome and Carrollton Railroad gegründet und 1888 in Chattanooga, Rome and Columbus Railroad umbenannt. Ihre Strecke führte von Carrollton (Georgia) nach Chattanooga (Tennessee).
1897 wurde sie von der Chattanooga, Rome and Southern Railroad übernommen und eingegliedert. Aktuell gehört sie zur Central of Georgia Railway, einer Tochtergesellschaft der Norfolk Southern Railway.